# Theodor Zachariae

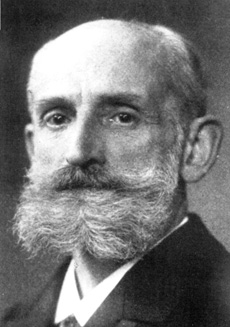
Theodor Zachariae

Theodor Victor Hugo Zachariae (* 3. Februar 1851 in Großkmehlen bei Liebenwerda; † 5. Mai 1934 in Halle (Saale)) war ein deutscher Indologe und Hochschullehrer.

## Leben
Zachariae, Sohn des Karl Eduard Zachariae von Lingenthal, hat an den Universitäten Göttingen und Leipzig u. a. bei den Professoren Hermann Sauppe, Georg Curtius, Hermann Brockhaus und Theodor Benfey Klassische Philologie, Sanskrit und Vergleichende Sprachwissenschaft studiert. Er wurde 1874 in Göttingen promoviert, 1879 in Greifswald habilitiert und 1883 dort zum Professor ernannt. Von 1890 bis 1921 war er außerordentlicher Professor der Vergleichenden Sprachwissenschaft an der Universität Halle. Obgleich er 1890 neben Pischel zum Extraordinarius berufen wurde, mit dem Auftrag, vergleichende Sprachwissenschaft zu lehren, galt Zachariaes Interesse ausschließlich der Sanskrit-Philologie. So kam es, dass 1895 Friedrich Bechtel als Ordinarius für die vergleichende Sprachwissenschaft berufen wurde. 1921 wurde Zachariae zum ordentlichen Professor ernannt und bald darauf emeritiert.

## Werk
Die Schwerpunkte von Zachariaes Forschungen lagen auf dem Gebiet der einheimischen Sanskrit-Lexikographie und vergleichenden Märchenkunde.

## Schriften (Auswahl)
- De dictione Babriana. Diss. Göttingen, 1875
- Sasvatas Anekarthasamuccaya, ein homonymisches Sanskrit-Wörterbuch, Berlin 1882
- Beiträge zur indischen Lexicographie, Berlin 1883
- Der Anekarthasamgraha des Hemacandra, Wien-Bombay 1893
- Die indischen Wörterbücher (Kosa), Straßburg 1897
- Der Mankhakosa, Wien-Bombay 1897 (Epilegomena: Wien 1899)
- Ein indischer Hochzeitsbrauch, WZKM 18, 1904, S. 299–306
- Hanscrit, WZKM 22, 1908, S. 86–103
- Das Vogelnest im Aberglauben. In: Zeitschrift des Vereins für Volkskunde, Band 19, 1909, S. 142–149
- Kleine Schriften zur indischen Philologie, zur vergleichenden Literaturgeschichte, zur vergleichenden Volkskunde. Bonn und Leipzig 1920
- Die Wortsammlung des Demetrios Galanos und ihre Quelle, ZII 7, 1929, 54–70

## Ehrungen
- 1882 Preisträger der Bopp-Stiftung – 450 Mark „zu einer Reise nach London zur Collationirung daselbst befindlicher Handschriften sanskritischer Glossare“
- 1889 Preisträger der Bopp-Stiftung – 900 Mark „zur Förderung seiner Ausgabe von Hemacandra’s Anekárthasamgraha“